# Невольницы
«Невольницы» — комедия в четырёх действиях Александра Островского. Написана в 1881 году.
Впервые опубликовано в журнале «Отечественные Записки» 1881 № 1.

## Действующие лица

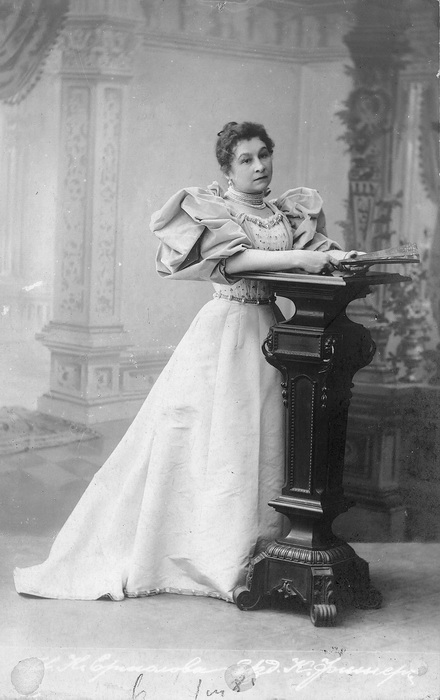
М. Н. Ермолова в роли Евлалии.

- Евдоким Егорыч Стыров, очень богатый человек, лет за 50.
- Евлалия Андревна, его жена, лет под 30.
- Никита Абрамыч Коблов, богатый человек, средних лет, компаньон Стырова по большому промышленному предприятию.
- Софья Сергевна, его жена, молодая женщина.
- Артемий Васильич Мулин, молодой человек, один из главных служащих в конторе компании.
- Мирон Ипатыч, старый лакей Стырова.
- Марфа Севастьяновна, экономка.

## Постановки
- 14 (26) ноября 1880 года — Малый театр[1].
- 1883 — Малый театр. В ролях: Евлалия — М. Н. Ермолова, Мулин — А. П. Ленский.
- 1888 — Александринский театр. В ролях: Евлалия — М. Г. Савина, Марфа — В. В. Стрельская, Мирон — В. Н. Давыдов.
- 1948 — Театр им. М. Н. Ермоловой. Реж. А. М. Лобанов.
- 1972 — Московский Театр им. А. С. Пушкина. Реж. Алексей Говорухо. В ролях:  Маргарита Жигунова и Вера Алентова (Евлалия), Сергей Бобров, Владимир Успенский, Ольга Викландт. (Телеверсия 1974 г.)
- 1996 — Театр им. М. Н. Ермоловой. Реж. Василий Сечин.
- 2011 — Санкт-Петербургский Государственный Академический Драматический Театр В. Ф. Комиссаржевской.[2] Режиссёр — н.а. России Георгий Корольчук.
- 2022 — Московский академический театр сатиры[3]. Режиссёр — Михаил Мокеев.

## Экранизации
- 1974 — «Невольницы» — фильм-спектакль в постановке Московского драматического театра имени А. С. Пушкина.